# Schoeisel

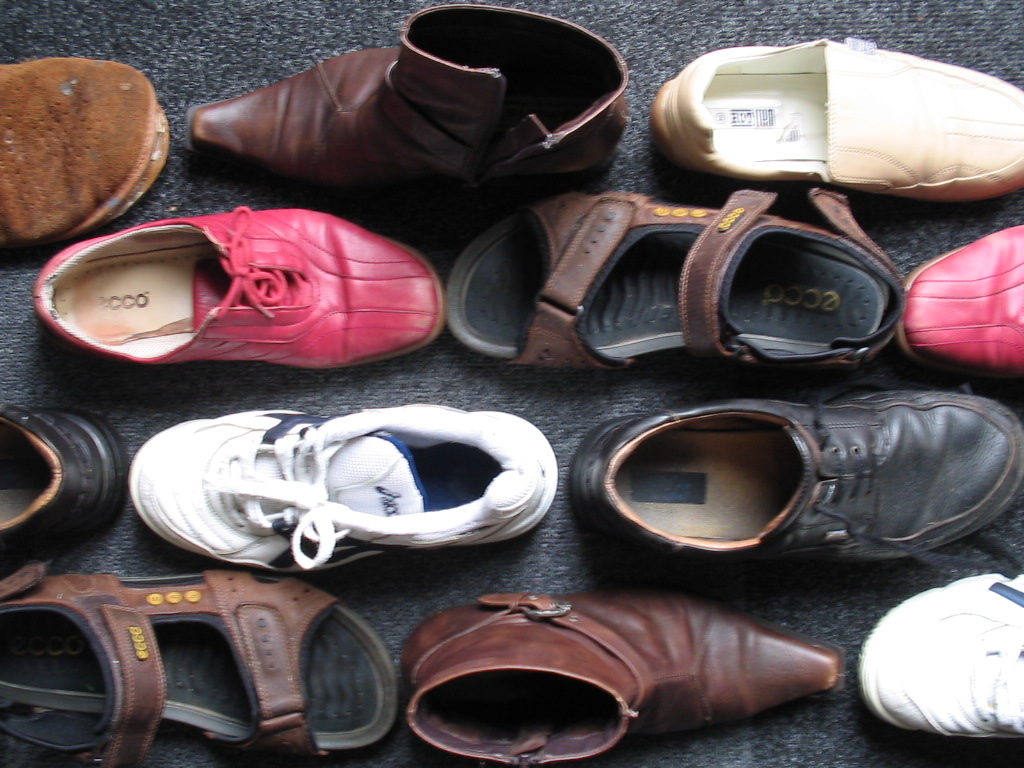
Schoeisel

Schoeisel is de algemene benaming voor voetbekleding.
Schoeisel kan zijn:
- Klompen
- Laarzen
- Pantoffels
- Sandalen
- Schoenen
- Slippers
- Kleppers
- Espadrilles

Andere voetbekleding met meer specifieke toepassingen:
- Schaatsen
- Rolschaatsen
- Zwemvinnen
- Balletschoenen
- Sneeuwschoenen
- Sportschoenen
- Waterschoenen

Modegevoelig schoeisel is onder meer:
- Hoge hakken
- Puntschoenen

| Topproducenten van schoen 2016 | Topproducenten van schoen 2016 | Topproducenten van schoen 2016 |
| Positie                        | Land                           | Productie (miljoen paar)       |
| ------------------------------ | ------------------------------ | ------------------------------ |
| 1                              | China                          | 11.110                         |
| 2                              | India                          | 2.790                          |
| 3                              | Vietnam                        | 971                            |
| 4                              | Brazilië                       | 899                            |
| 5                              | Indonesië                      | 5.630                          |
|                                | wereld                         | 21.400                         |

| Topverbruikers van schoen 2016 | Topverbruikers van schoen 2016 | Topverbruikers van schoen 2016 |
| Positie                        | Land                           | Consumptie (miljoen paar)      |
| ------------------------------ | ------------------------------ | ------------------------------ |
| 1                              | China                          | 3.200                          |
| 2                              | India                          | 2.680                          |
| 3                              | Verenigde Staten               | 2.340                          |
| 4                              | Brazilië                       | 796                            |
|                                | wereld                         | 19.600                         |

| Topexporteurs van schoen 2016 | Topexporteurs van schoen 2016 | Topexporteurs van schoen 2016 |
| Positie                       | Land                          | Exporteren (miljoen paar)     |
| ----------------------------- | ----------------------------- | ----------------------------- |
| 1                             | China                         | 8000                          |
| 2                             | Vietnam                       | 654                           |
| 3                             | Indonesië                     | 387                           |
| 4                             | Duitsland                     | 252                           |
| 11                            | Brazilië                      | 126                           |

## Geschiedenis

### Egypte
In het oude Egypte werden voornamelijk sandalen gedragen, gelijkend op de teenslipper, gemaakt van plantaardige materialen of leer. Deze sandalen hadden een platte zool. die uit een of meer lagen kon bestaan. 
In het Oude Rijk droegen alleen hoogwaardighedisbekleders dergelijk schoeisel, terwijl lagere sociale klassen doorgaans blootvoets liepen. Vanaf het Middenrijk raken sandalen algemeen ingeburgerd. De oudst bekende sandalen zijn gevonden in Diospolis Parva in Opper-Egypte en werden gevonden door de Engelse egyptoloog William Flinders Petrie